# 摩頓灣
摩頓灣（英語：Moreton Bay）是位於澳大利亞昆士蘭州府城布里斯本以東19公里的一處海灣，約形成於6,000年前，乃昆州最重要的海岸資源。摩頓灣的水域是當地人最常親近的一片天然休閒場所，也是近海漁民賴以為生的地方。
布里斯本港位於摩頓灣之北；廣大平坦的地勢，成為布里斯本機場和噪音汙染的緩衝地帶。由於此處擁有大片的沙灘，水產豐富，所以在歐洲人殖民初期，此地是新移民與澳大利亞原住民經常發生衝突的地方。
由於一連串外海島嶼影響限制了珊瑚海的海水流動，摩爾頓灣形勢上更接近於一座潟湖。

## 歷史
摩爾頓灣大約在6000年前時，因為海平面上升將原本布里斯班河的氾濫平原給淹沒而形成。
摩爾頓灣（澳大利亞原住民稱為Quandamooka）及周邊島嶼最早是澳大利亞原住民所居住棲息的地方， 1770年5月15日庫克船長首次航行通過此地時，以英國皇家學會會長Lord Morton之名命名為Morton's Bay。Moreton的寫法是因為庫克船長的航海紀錄的第一次出版時誤拼所造成。

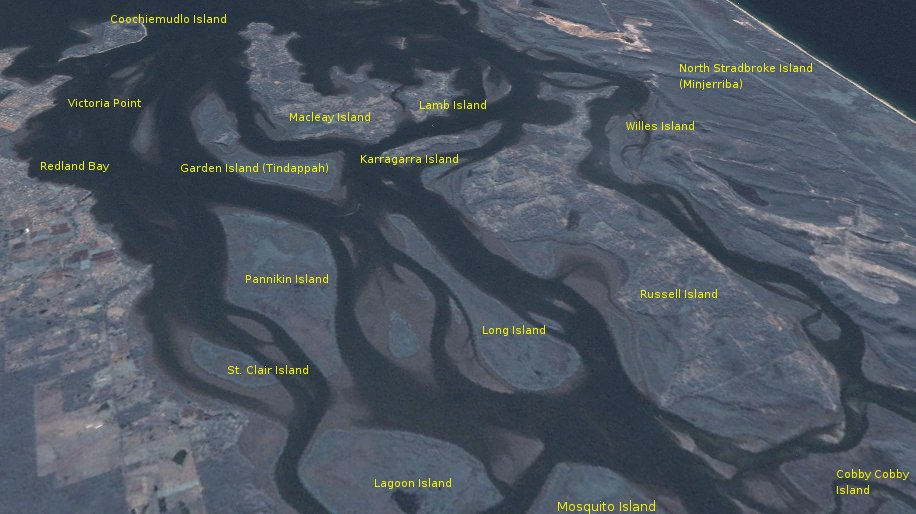
南摩頓灣中的沙洲

## 外部連結
- 摩頓灣資料庫
- 海灣日誌 An online news source publishing one story a day about the Bay.
- 澳大利亞鄉村歌謠：摩頓灣 （页面存档备份，存于） Folk song about the penal colony at Moreton Bay
- Pencil drawing of Moreton Bay settlement, ca. 1835  by Henry Boucher Bowerman.  Digitised and held by Heritage Collections, State Library of Queensland.

27°15′S 153°15′E / 27.250°S 153.250°E